# 皇太后

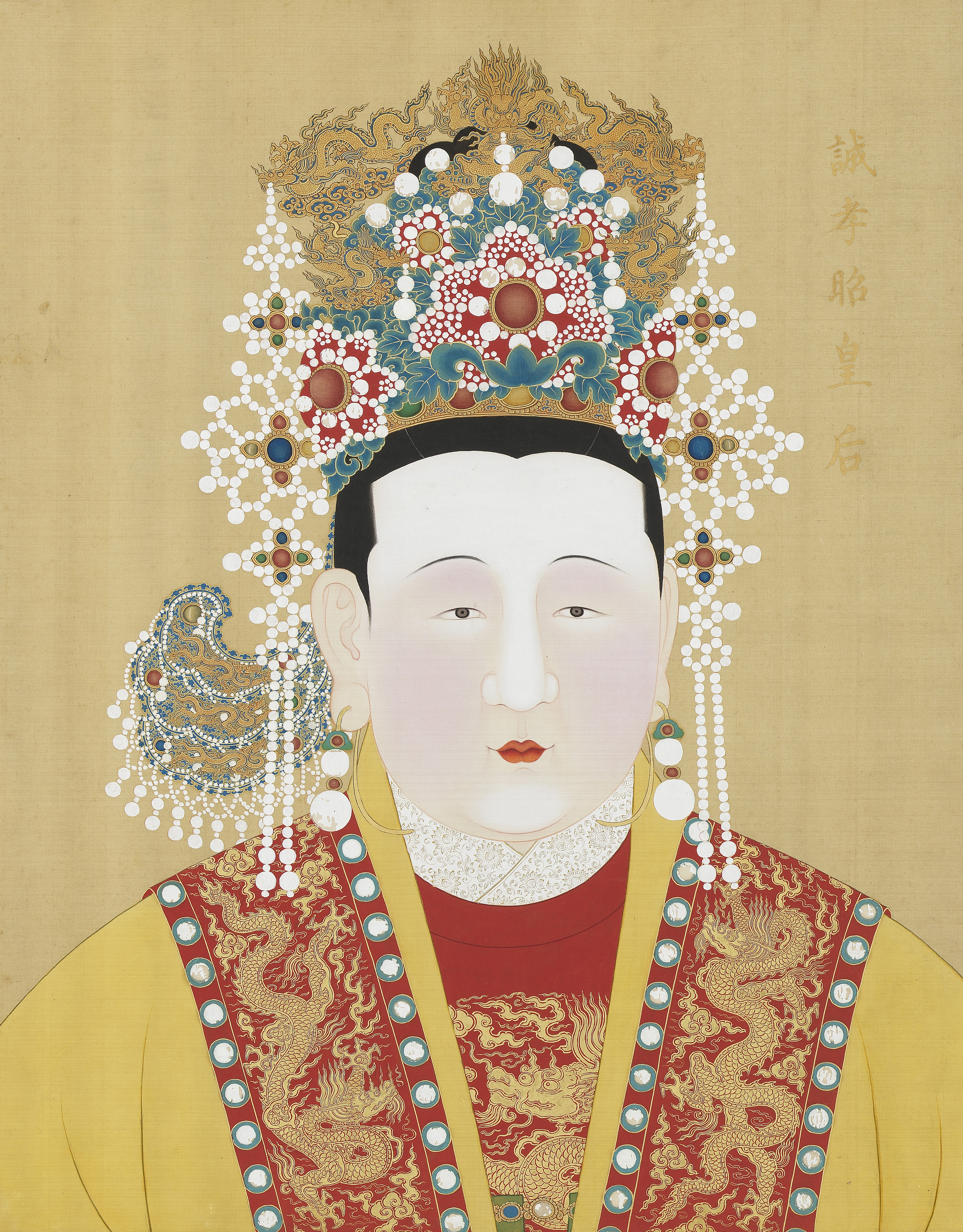
明朝 誠孝昭皇后(1379年-1442年)

皇太后是皇帝、天皇为其母親（嫡母或生母）所上的尊号，太后一詞最早出現在中國戰國時期，秦國秦宣太后羋八子（秦惠文王之妾，秦昭襄王之母），以及秦始皇之母赵姬。但並不加「皇」字（中國皇帝制度始於秦始皇），秦始皇登基后，赵姬追谥帝太后。首位皇太后則為漢惠帝之母呂雉。

## 漢字文化圈

### 中國
皇帝在登基初期，尊封前任皇帝的皇后，通常是他的嫡母或生母为皇太后。

#### 制度
- 皇帝以嫡出继位：生母即嫡母，有生母在則以生母为皇太后。生母已逝世则以继母（先帝继任皇后）为皇太后。生母、先帝皇后皆无，有时以抚育皇帝的先朝妃嬪為皇太妃，有时也加封为皇太后。
- 皇帝以庶出继位：则以嫡母为皇太后，生母尊為皇太妃。生母皇太妃在嫡母皇太后去世后可以晋尊为皇太后，若皇太妃早于嫡母皇太后去世则追尊为皇后。到明清时，嫡母生母则并为皇太后，清朝尊皇帝嫡母为“母后皇太后”，生母尊为“圣母皇太后”；嫡母太后位在生母太后之上。
- 皇帝以旁支入继：以养母（先帝皇后）为皇太后，且須認养母為嫡母。但也有例外，如汉灵帝、慕容超都尊生母为皇太后。
- 嗣帝与先帝同辈、甚至较先帝为尊辈：以皇帝本人的母亲为皇太后，至於先帝皇后則由嗣帝上徽號，稱○○皇后，如宋朝開寶皇后。
- 汉哀帝在位時，宮中共四位太后，分別是：哀帝祖母傅氏（封號先後有恭皇太后、帝太太后、皇太太后等）、哀帝生母（封號先後有恭皇后、帝太后等）、成帝生母王政君（太皇太后）、成帝皇后赵飞燕（皇太后），是謂四太后。
- 北魏為防外戚干政，仿汉武帝鉤弋夫人制，而實施“子貴母死”制。不論宫女、妃嬪甚至皇后，只要所生皇子立為皇儲，本人一律賜死（即使魏文成帝不是作为皇子和储君登基，其生母景穆恭皇后仍在其登基后被赐死）。但幼齡皇子仍需撫育，是所謂保太后，即以皇帝乳母為太后。不過母死子貴制太過殘忍，造成後宮人人自危，因此在北魏中期後取消。

#### 特殊的皇太后
- 汉高帝皇后吕雉——刘邦元配妻子，中國歷史上首位皇后、皇太后。在其孙前少帝、后少帝在位期间，不称太皇太后，仍为太后，临朝称制，詔書皆稱「朕」。也是第一位摄政称制的太后。
- 汉昭帝上官皇后——汉昭帝逝世時上官皇后僅十五歲，繼位的刘贺雖僅在位二十七天，就被朝臣奏請廢位，上官皇后仍被尊為皇太后。汉宣帝繼位後又升為太皇太后。上官太后一直活到了汉元帝即位，此时她已经是皇帝的法定曾祖母了，她是中国历史上最年輕的皇太后。
- 唐代宗妾沈氏——唐代宗为广平郡王时的妾室，唐德宗生母，沈氏在安史之乱中失踪，其子登基后遙尊为皇太后。至其曾孙唐宪宗时，被称为曾太皇太后，为其举行哀悼仪式，並追上太皇太后谥册。
- 唐宪宗郭貴妃——唐顺宗朝爲王妃、唐憲宗貴妃、唐穆宗朝皇太后、唐敬宗朝太皇太后，文宗、武宗、宣宗等三朝仍為太皇太后，一生歷經七代皇朝，其中五代深受禮遇，其七朝五尊的經歷堪稱特殊。和东晋褚蒜子一样，她的尊号没有因为新帝辈分高于旧帝而降级。
- 唐昭宗何皇后——唐昭宗皇后、唐哀帝朝皇太后。在唐末皇权衰微之际遭军阀朱全忠杀害及迫令追废，成为中国历史上唯一遭亲生儿子废黜的皇太后。
- 宋哲宗昭慈圣献皇后——孟氏，宋哲宗元配皇后，二度被廢又二度復位，並二次於國勢危急之下被迫垂簾聽政，經歷之奇，實為罕見。
- 宋高宗宪圣慈烈皇后——宋徽宗朝出生、宋高宗才人、升貴妃、後升皇后、宋孝宗朝太上皇后（夫死後改稱皇太后）、宋光宗，宋宁宗為太皇太后，一生歷經六代皇朝。她为中国历史上极少数皇帝法定曾祖母级别的太皇太后。
- 明宪宗孝惠皇后——邵宸妃，从未成为在位皇帝之母，而是作为皇祖母被孙子明世宗尊为皇太后。
- 清顺治帝之孝惠章皇后——在位时间最久的皇太后，自1661年—1718年共57年，如果包含皇后時期則合共是64年（1654年—1718年）是中國史上身居后位(皇后、皇太后)最久的女性。
- 清咸丰帝之妃慈禧太后——清朝末期的實際主政者。諡號25字，是中國史上谥号字數最長的皇太后。
- 清光绪帝之隆裕太后——為光緒帝皇后。在宣統帝登基以後升為皇太后，並仿效姑母慈禧太后垂帘听政，為清朝及中国历史上最後的皇太后。

#### 例外
- 西汉前少帝、后少帝在位期间，皇太后为二少帝的祖母吕太后，二少帝的嫡母张皇后未曾称皇太后。
- 皇太妃劉氏——劉氏是後唐莊宗的嫡母，但莊宗繼位後，尊生母曹氏為皇太后，嫡母劉氏只尊為皇太妃，違反了嫡母尊為皇太后的慣例。
- 十六國汉赵時期第四任皇帝劉粲繼位後，他的父親刘聪並立的四位皇后：右皇后靳月华、上皇后樊氏、中皇后宣氏及左皇后王氏皆在，都有資格得到皇太后的地位，但劉粲只封給了靳月華皇太后的名號，樊后、宣后及王后則依序被封為弘道皇后、弘德皇后及弘孝皇后。

### 日本
日本皇室古制，天皇生母為皇后時，才能在天皇登基後成為皇太后；但若是妃所出之子登基為天皇，則只能稱皇太妃，妃以下所出之子登基為天皇，生母則尊為皇太夫人。在醍醐天皇之後，日本皇室中，天皇的生母、嫡母、繼母等亦尊為皇太后，而文德天皇是第一個由女御所出之子而登基的天皇，因此往後為女御所生之子成為天皇，該女御可升為皇太后或和皇太后等級相近的皇太夫人。
目前最後一位皇太后是昭和天皇皇后—香淳皇后，在明仁天皇登基後成為皇太后。2000年6月16日，香淳皇后過世（日文稱“崩御”）。
目前在位的上皇后为美智子，在今上天皇登基后成为上皇后。
以往，皇后（或中宮）、皇太后或太皇太后過世後，都沒有使用皇太后之名為諡號的慣例，例外的是英照皇太后與昭憲皇太后兩位，更早以前只有奈良時代的光明皇后，諡號「天平應真仁正皇太后」。
日本皇太后一览
| 谥号(院号) | 名           | 丈夫       | 年代                                      | 备注         |
| 奈良時代   | 奈良時代     | 奈良時代   | 奈良時代                                  | 奈良時代     |
| ---------- | ------------ | ---------- | ----------------------------------------- | ------------ |
| -          | 藤原宮子     | 文武天皇   | 724年—749年(皇太夫人)                     |              |
| 光明皇后   | 藤原安宿媛   | 圣武天皇   | 756年—760年                               |              |
| -          | 紀橡姬       | 田原天皇   | (追封)                                    |              |
| -          | 高野新笠     | 光仁天皇   | 781年—790年(皇太夫人)                     |              |
| -          | 藤原乙牟漏   | 桓武天皇   | (追封)                                    |              |
| -          | 藤原旅子     | 桓武天皇   | (追封)                                    |              |
| 平安時代   |              |            |                                           |              |
| 檀林皇后   | 橘嘉智子     | 嵯峨天皇   | 823年—833年                               |              |
| -          | 正子內親王   | 淳和天皇   | 833年—854年                               |              |
| -          | 藤原順子     | 仁明天皇   | 850年—854年(皇太夫人) 854年—864年(皇太后) |              |
| -          | 藤原明子     | 文德天皇   | 858年—864年(皇太夫人) 864年—882年(皇太后) |              |
| -          | 藤原高子     | 清和天皇   | 877年—882年(皇太夫人) 882年—896年(皇太后) |              |
| -          | 藤原澤子     | 仁明天皇   | (追封)                                    |              |
| -          | 班子女王     | 光孝天皇   | 887年—897年(皇太夫人) 897年—900年(皇太后) |              |
| -          | 藤原溫子     | 宇多天皇   | 893年—907年(皇太夫人)                     |              |
| -          | 藤原胤子     | 宇多天皇   | (追封)                                    |              |
| -          | 藤原穩子     | 醍醐天皇   | 931年—946年                               |              |
| -          | 藤原安子     | 村上天皇   | (追封)                                    |              |
| -          | 昌子內親王   | 冷泉天皇   | 973年—986年                               |              |
| -          | 藤原懷子     | 冷泉天皇   | (追封)                                    |              |
| -          | 藤原超子     | 冷泉天皇   | (追封)                                    |              |
| -          | 藤原遵子     | 圓融天皇   | 1000年—1012年                             |              |
| 東三條院   | 藤原詮子     | 圓融天皇   | 986年—1002年                              |              |
| -          | 藤原妍子     | 三條天皇   | ?—1027年                                  |              |
| 上東門院   | 藤原彰子     | 一條天皇   | 1012年—1018年                             |              |
| -          | 藤原嬉子     | 後朱雀天皇 | (追封)                                    |              |
| 陽明門院   | 禎子內親王   | 後朱雀天皇 | 1051年—1068年                             |              |
| 二條院     | 章子內親王   | 後冷泉天皇 | 1068年—1069年                             |              |
| -          | 藤原寬子     | 後冷泉天皇 | 1069年—1074年                             |              |
| -          | 藤原歡子     | 後冷泉天皇 | 1074年—1102年                             |              |
| -          | 藤原茂子     | 後三條天皇 | (追封)                                    |              |
| -          | 藤原賢子     | 白河天皇   | (追封)                                    |              |
| -          | 藤原苡子     | 堀河天皇   | (追封)                                    |              |
| -          | 藤原多子     | 近衛天皇   | 1156年—1158年                             |              |
| -          | 藤原呈子     | 近衛天皇   | 1158年—1176年                             |              |
| -          | 源懿子       | 後白河天皇 | (追封)                                    |              |
| -          | 藤原忻子     | 後白河天皇 | 1172年—1209年                             |              |
| 建春門院   | 平滋子       | 後白河天皇 | 1168年—1176年                             |              |
| 幕府政權   |              |            |                                           |              |
| 後京極院   | 西園寺禧子   | 後醍醐天皇 | 1333年                                    |              |
| 新待賢門院 | 阿野廉子     | 後醍醐天皇 | 1339年—1359年                             |              |
| 吉德門院   | 萬里小路榮子 | 後奈良天皇 | (追封)                                    |              |
| 靑綺門院   | 二条舍子     | 櫻町天皇   | 1747年—1790年                             |              |
| 恭禮門院   | 一條富子     | 桃園天皇   | 1771年—1796年                             |              |
| 盛化門院   | 近衛維子     | 後桃園天皇 | 1781年—1783年                             |              |
| 新淸和院   | 欣子內親王   | 光格天皇   | 1820年—1846年                             |              |
| 新朔平門院 | 鷹司祺子     | 仁孝天皇   | 1847年                                    |              |
| 英照皇太后 | 九條夙子     | 孝明天皇   | 1868年—1897年                             |              |
| 近现代     |              |            |                                           |              |
| 昭憲皇太后 | 一條美子     | 明治天皇   | 1912年—1914年                             |              |
| 貞明皇后   | 九條節子     | 大正天皇   | 1927年—1951年                             |              |
| 香淳皇后   | 良子女王     | 昭和天皇   | 1989年—2000年                             |              |
|            | 美智子       | 明仁       | 2019—                                     | （类似地位） |

### 朝鮮
在古代朝鲜是中國附屬國，君主只稱國王而不能稱皇帝，所以没有皇太后的稱呼，朝鮮王室將君主的法定母親稱為“王大妃”，君主的法定祖母稱為“大王大妃”。
此外，朝鮮國王的王位若是由後宮所出的庶子繼位，則在國王繼位之後，該後宮並未能像中國一般，被尊為地位幾乎等同於皇太后的王大妃，而是維持她原本的位階，不過大多會為以其宮號稱呼，比如純祖生母綏嬪朴氏為嘉順宮，直到過世為止。而曾為王妃的禧嬪張氏則獲尊為大嬪。
大韓帝國建立後，只出現過一位皇太后，是朝鮮憲宗的繼妃孝定成皇后，稱明憲太后，直到她於1903年逝世。
朝鲜王朝也曾出现两位王后为国王的法定曾祖母，分别是：肅宗時期-仁祖继妃莊烈王后和純祖時期-英祖继妃贞纯王后。

## 翻譯用語
一些漢語裡翻譯為皇帝的君主，君主登基後尊封其母的特定位號，也被翻譯為皇太后。但君主生母獲尊封並非定制。

### 俄羅斯帝國
| 沙皇                     | 姓名                    | 在位                                     | 備註                                            |
| ------------------------ | ----------------------- | ---------------------------------------- | ----------------------------------------------- |
| 亚历山大一世和尼古拉一世 | 瑪麗亞·費奧多蘿芙娜     | 1801年3月23日-1828年11月5日（27年227天） | 亚历山大一世 1801-1825年，尼古拉一世1825-1828年 |
| 亚历山大二世             | 亞歷山德拉·費奧多羅芙娜 | 1855年3月2日-1860年11月1日（5年244天）   |                                                 |
| 尼古拉二世               | 瑪麗亞·費奧多蘿芙娜     | 1894年11月1日-1917年3月15日（22年134天） | 二月革命後結束(3月15日)                         |

### 神圣罗马帝国
- 亨利六世皇帝死后，其子腓特烈在之后数年都没有继位，但亨利六世的遗孀康斯坦丝仍称皇太后。

### 鄂圖曼帝國
鄂圖曼帝國君主稱為蘇丹。其生母或養母若為前任君主之正室（皇后或蘇丹后），會獲得蘇丹稱號，漢語翻譯為蘇丹皇太后，為後宮之首。鄂圖曼帝國的君主可同時擁有多名正室及妾室，蘇丹皇太后之身份是作為蘇丹的生母或養母而來，而且必須是前任蘇丹的正室，其他前任蘇丹正室以及身為妃嬪的君主生母並不會得到尊封。

### 英國
香港將英國君主的母親稱作皇太后，如「伊利沙伯皇太后」。中國大陸及台灣則稱作「王太后」。

## 外部連結
[在维基数据编辑]
 《欽定古今圖書集成·明倫彙編·宮闈典·皇太后部》，出自陈梦雷《古今圖書集成》